# Prealpes de Estiria
Los Prealpes de Estiria (en alemán Steirisches Randgebirge) son una sección del gran sector Alpes centrales del este, según la clasificación SOIUSA. Su pico más alto es el Ameringkogel, con 2.184 m s. n. m.
Los Prealpes de Estiria se encuentran principalmente en Austria (Estiria, Carintia, Burgenland y Baja Austria), parcialmente en Eslovenia y, marginalmente, en Hungría.

## Clasificación
La Partición de los Alpes definía la sección n.º 24 ya llamada Preslpes de Estiria y con límites que coinciden en gran medida con las definiciones de la SOIUSA.
Según la clasificación alemana del AVE están subdivididas en parte en los Alpes de Lavanttal y en parte en los Prealpes al este de la Mura.
La SOIUSA ve los Prealpes de Estiria como una sección que tiene como código: II/A-20.

## Geografía
Limitan al noroeste con los Alpes Septentrionales de Estiria separados por el Semmering Sattel; al noreste van disminuyendo hasta la Cuenca de Viena; al este van bajando a la Pannonische Riedelland; al sur limitan con los Prealpes eslovenos y separados por el Drava; al oeste limitan con los Alpes de Estiria y Carintia y los Alpes del Tauern orientales.

## Subdivisiones
La SOIUSA subdivide los Alpes de Estiria y Carintia en cuatro subsecciones y doce supergrupos: 
- Prealpes noroccidentales de Estiria
  - Stubalpe i.s.a.
  - Gleinalpe
  - Montañas occidentales de Graz
- Prealpes suboccidentales de Estiria
  - Koralpe
  - Montes del Reinischkögel
  - Kobansko
- Prealpes centrales de Estiria
  - Alpes de Fischbach
  - Montes de Ostgraz
- Prealpes orientales de Estiria
  - Cadena Wechsel-Joglland
  - Bucklige Welt
  - Montes de Bernstein y de Kőszeg
  - Montes de Rosalien y Sopron.